# Lloyd R. Welch
Lloyd Richard Welch (* 28. September 1927 in Detroit, Michigan; † 28. Dezember 2023) war ein US-amerikanischer Mathematiker, der sich mit Kodierungstheorie befasste.

## Werdegang
Welch studierte Mathematik an der University of Illinois mit dem Bachelor-Abschluss 1951 und wurde 1958 bei Frederic Bohnenblust am Caltech promoviert (The rearrangement of functions and maximization of a convolution integral). Von 1956 bis 1959 war er am Jet Propulsion Laboratory, von 1959 bis 1965 am Institute for Defense Analyses; 1965 wurde er Professor an der University of Southern California. 1999 emeritierte er.
Er wurde unter anderem bekannt für die MMRW-Schranken für binäre Codes (mit Robert J. McEliece, R. Rodemick, Howard Rumsey) und den Baum-Welch-Algorithmus (auch benannt nach Leonard E. Baum, der Ende der 1960er Jahre am Institute for Defense Analyses Pionierarbeit über HMM unternahm und 1970 veröffentlichte) für die Festlegung der Parameter in einem Hidden Markov Model (HMM). Sein Beitrag dazu war in seiner Shannon Lecture 2003. Nach ihm und Elwyn Berlekamp ist der Welch-Berlekamp-Algorithmus benannt zur effizienten Fehlerkorrektur in BCH- und Reed-Solomon-Codes.
Er war Fellow des IEEE und der National Academy of Engineering. 2003 erhielt er den Claude E. Shannon Award.

## Schriften
- Lower Bounds on the Maximum Cross Correlation of Signals, IEEE Transactions on Information Theory, Vol. IT-20, pp. 397–399, 1974.
- mit R. J. McEliece, R. Rodemick, H. Rumsey New Upper Bounds on the Rate of a Code via the Delsarte-Mac Williams Inequalities, IEEE Transactions on Information Theory, März 1977.
- mit W. Ke Binary Sequences with Non-Positive Autocorrelation Values, ACTA Electronics Sinica, September 1982.
- mit J. Olsen, R. A. Scholtz Bent Function Sequences, IEEE Transactions on Information Theory, November 1982.
- mit R. A. Scholtz GMW Sequences, IEEE Transactions on Information Theory, Mai 1984.
- mit P. V. Kumar, R. A. Scholtz Generalized Bent Functions and their Properties, Journal of Combinatorial Theory, September 1985